# Trzęsienie ziemi w Tebrizie (2012)
Trzęsienie ziemi w Tebrizie – trzęsienie ziemi, które miało miejsce 11 sierpnia 2012 roku w okolicach miasta Tebriz w północno-zachodnim Iranie. W jego wyniku, śmierć poniosło 306 osób, a 3037 osób zostało rannych.
O godz. 16:53 czasu lokalnego (14:23 czasu polskiego) doszło do wstrząsu o magnitudzie 6,4. Po wstrząsie głównym, nastąpiły liczne wstrząsy wtórne. Jedenaście minut po pierwszym wstrząsie, nastąpiło kolejne o magnitudzie 6,3. Wstrząsy nawiedziły miasta Ahar, Haris i Warzagan w prowincji Azerbejdżan Wschodni. Epicentrum trzęsienia znajdowało się między miastami Ahar i Haris, w odległości 60 km na północny wschód od Tebrizu na głębokości 9,9 km. Wstrząsy były odczuwalne w Armenii i Azerbejdżanie. Ponad 200 osób w Varzaqan i Ahar zostało wydobytych pod gruzami z zawalonych budynków. Tysiące osób zostało bez dachu nad głową. Jak podał irański minister zdrowia w kataklizmie zginęło 306 osób, a 3037 zostało rannych.